# 克斯佩魯米約克山 (查利亞班巴區)
13°18′10″S 71°38′19″W / 13.30278°S 71.63861°W
克斯佩魯米約克山（Qhispi Rumiyuq），是秘魯的山峰，位於該國南部庫斯科大區，由保卡坦博省的查利亞班巴區負責管轄，屬於安地斯山脈的一部分，海拔高度4,059米。